# M72 LAW
Az M72 LAW (angolul: Light Anti-Tank Weapon, magyarul: könnyű harckocsi elleni fegyver) az Amerikai Egyesült Államokban kifejlesztett hordozható, 66 mm-es páncéltörő gránátvető.
A koreai háború után a LAW volt az Amerikai Egyesült Államok hadereje elsődleges reaktív páncéltörő fegyvere. Az 1980-as évek elejétől az FGR–17 Viper váltotta fel.

## Felépítése, műszaki jellemzői
A rendszer a gránátból és a gránátvetőből áll, utóbbit két, egymásra tolt cső alkotja. Zárt állapotban a külső cső a gránát vízmentes tárolójaként szolgál. A külső csövön helyezkedik el az elsütőszerkezet, a markolat, az első és hátsó irányzék, és a hátsó takaró.

## Egyéb változatok

### USA változatok
| Megnevezés | Jellemzés                                                                                             | Páncéltörő képesség |
| ---------- | --- | ------------------- |
| M72        | 66 mm Talley egylövetű eldobható gránátvető; előre betöltött tankelhárító gránáttal                   | 200 mm              |
| M72A1      | M72 változat; továbbfejlesztett gránátmeghajtás                                                       | 200 mm              |
| M72A2      | M72 változat; továbbfejlesztett gránátmeghajtás                                                       | 300 mm              |
| M72A3      | M72A1/A2 változat; biztonsági fejlesztések                                                            | 300 mm              |
| M72A4      | M72 változat; gránát páncéltörési képességének javítása; vetőcső szerkezeti javítások                 | 350 mm              |
| M72A5      | M72A3; vetőcső szerkezeti javítások                                                                   | 300 mm              |
| M72A6      | M72 változat; gránát kisebb páncéltörési, nagyobb robbanási képességgel; vetőcső szerkezeti javítások | 150 mm              |
| M72A7      | M72A6 változat; a szárazföldi haderő M72A6 változatának haditengerészeti megfelelője                  | 150 mm              |
| M72E8      | M72A7 változat; FFE-képes gránátmeghajtás; vetőcső szerkezeti javítások                               | N.A                 |
| M72E9      | M72 változat; megnövelt páncéltörő képesség; vetőcső szerkezeti javítások                             | N.A                 |
| M72E10     | M72 változat; repeszgránát; vetőcső szerkezeti javítások                                              | N.A,                |

### Nemzetközi változatok
| Megnevezés                           | Ország             | Jellemzés                                                                                 |
| ------------------------------------ | ------------------ | ----------------------------------------------------------------------------------------- |
| 66 KES 75                            | Finnország         | az M72A2 megnevezése                                                                      |
| 66 KES 88                            | Finnország         | az M72A5 megnevezése                                                                      |
| HAR-66                               | Törökország        | Török változat, az M72A2 gránátfejlesztéseit egyesíti az M72A3 biztonsági fejlesztéseivel |
| Rocket 66mm HEAT L1A1                | Egyesült királyság | az M72 megnevezése                                                                        |
| Light Anti-Structures Missile (LASM) | Egyesült királyság | az M72A9 megnevezése                                                                      |

## Műszaki leírás (M72A2 and M72A3)

### Vetőcső
- Hossz:
  - Kihúzva: 0,89 méter
  - Zárva: 0,67 méter
- Tömeg:
  - Teljes M72A2: 2.3 kg
  - Teljes M72A3: 2.5 kg
- Elsütőszerkezet: kakasos

### Gránát
- Átmérő: 66 mm
- Hossz: 50,8 mm
- Tömeg: 1,8 kg
- Kilövési sebesség: 145 m/s
- Minimális lőtáv: 10 méter
- Minimum célzási távolság: 10 méter
- Maximum lőtáv: 1000 méter

### Maximális hatásos lőtávok
- Álló cél: 200 méter
- Mozgó cél:165 méter
- Ezen távoknál messzebbi célnál a találat valószínűsége kisebb, mint 50%